# Hortobágyi palacsinta
El Hortobágyi palacsinta es una especialidad culinaria húngara que emplea como base un Palatschinken (una especie de crêpe), rellena de carne picada (por regla general venado), y cocinado con pimientos, cebollas y salsa tejföl. El plato tiene su origen en la región de Hortobágy que forma parte de la Gran Llanura Húngara.
- Datos: Q3360757
- Multimedia: Hortobágyi palacsinta / Q3360757